# The Drop That Contained the Sea
Кап Која је садржала море је класични кросовер албум Кристофера Тина, објављен 2014. године. Премијерно је изведен 13. априла 2014. у Carnegie Hall-у у Менхетну. 24. Маја исте године појавио се на првом месту на листи Билбордових класичних албума.
Албум се састоји од 10 композиција на тему воде, свака извођена на другом језику. Све песме компоновао је Кристофер Тин и изведене су од стране Краљевског филхармонијског оркестра из Лондона. Енџл Сити Хор је заслужан за многе вокалне перформансе присутне у овом албуму.

## Композиције
| №   | Назив                                   | Језик                  | Трајање |  |
| 1.  | "Water Prelude" (Водени прелудиј)       | Прото-Индо-Европљански | 1:34    |  |
| 2.  | "Haktan Gelen Şerbeti" (Божије пиће)    | Турски                 | 3:57    |  |
| 3.  | "Temen Oblak" (Тамни облаци)            | Бугарски               | 7:11    |  |
| 4.  | "Iza Ngomso" (Кад дође сутра)           | Коса                   | 4:07    |  |
| 5.  | "Tsas Narand Uyarna" (Срце снега)       | Монголски              | 4:01    |  |
| 6.  | "Passou O Verão" (Лето је прошло)       | Португалски            | 6:28    |  |
| 7.  | "Devipravaha" (Река богиње)             | Санскрит               | 4:39    |  |
| 8.  | "Seirenes" (Сирене)                     | Старогрчки             | 8:47    |  |
| 9.  | "Haf Gengr Hriðum" (Море вођено олујом) | Старонордијски         | 4:27    |  |
| 10. | "Waloyo Yamoni" (Ми савлађујемо ветар)  | Ланго                  | 12:13   |  |

## Топ листе
| Листа                                           | Највиши положај |
| ----------------------------------------------- | --------------- |
| Традиционални класични албуми у САД ( билборд ) | 1               |
| Амерички светски албуми ( Билборд )             | 6               |
| Амерички класични албуми ( Билборд )            | 2               |
| Албуми америчких Хитсикера ( билборд )          | 18              |